# Pieter Martinus van Alphen
Pieter Martinus van Alphen (* 1. Dezember 1906 in Leiden; † 30. Juni 1967 in Eindhoven) war ein niederländischer Physiker. Er wurde vor allem bekannt durch die Entdeckung des de-Haas-van-Alphen-Effekt, der erstmals im Dezember 1930 im Metall Bismut beobachtet wurde. Diese Entdeckung geschah im Rahmen seiner Dissertation zusammen mit seinem Doktorvater Wander Johannes de Haas.

## Leben
Pieter Martinus van Alphen wurde als Sohn von Henderik Johannes Jacobus van Alphen und Willemijntje Vlasblom am 1. Dezember 1906 in Leiden geboren. Er studierte Physik an der Universität Leiden, und beendigte sein Studium 1933 mit der Dissertation bei W. J. de Haas am Lorentz Institut für Theoretische Physik.
Danach arbeitete er für Philips in Eindhoven. Van Alphen starb dort am 30. Juni 1967 im Alter von 60 Jahren. Er war mit Elisabeth Johanna de Best verheiratet.

## Der de-Haas-van-Alphen-Effekt
Nach der theoretischen Vorhersage durch L. D. Landau im Juni 1930 wurde der de-Haas-van-Alphen-Effekt erstmals im Dezember 1930 von W. J. de Haas und P. M. van Alphen in Bismut beobachtet. In einem angelegten Magnetfeld ändert sich die Zustandsdichte der Leitungselektronen infolge der dann entstehenden Landau-Niveaus. Dadurch weist die magnetische Suszeptibilität Oszillationen als Funktion der inversen magnetischen Flussdichte 1/B auf. Diese Oszillationen sind allerdings nur bei tiefen Temperaturen und sehr reinen Proben zu beobachten. Ähnliche Effekte zeigen auch andere physikalische Größen wie etwa die elektrische Leitfähigkeit (Schubnikow-de-Haas-Effekt).

## Veröffentlichungen
- P. M. van Alphen: Enkele Magnetische Eigenschappen der Metalen bij Lage Temperatuur. H. J. Paris, Amsterdam 1933 (niederländisch, kb.nl – Einige magnetische Eigenschaften von Metallen bei niedriger Temperatur).
- P. M. van Alphen: Optiek in Verlichtung. In: Voordrachten betreffende verlichtingskunde: uit den vacantieleergang te Utrecht 1937. Martinus Nijhoff, Den Haag 1939, S. 33–43 (niederländisch, delpher.nl – Optik in der Beleuchtung in: Vorlesungen über Lichtwissenschaft: aus dem Ferienkurs in Utrecht 1937).